# Gryon flavios
Gryon flavios är en stekelart som först beskrevs av Alan Parkhurst Dodd 1915.  Gryon flavios ingår i släktet Gryon och familjen Scelionidae. Inga underarter finns listade i Catalogue of Life.